# Templos
Templos är en kustnära by i det turkcypriotiskt styrda Cypern, i distriktet Kyrenia. Enligt sägen är det döpt av Tempelherreorden.